# Droga wojewódzka nr 678
Droga wojewódzka nr 678 (DW678) – droga wojewódzka o długości 52 km położona całkowicie w województwie podlaskim.

## Przebieg
Jest to trasa łącząca Białystok z Wysokiem Mazowieckiem. Przebiega przez: powiat wysokomazowiecki (gminy: miasto Wysokie Mazowieckie, gmina Wysokie Mazowieckie, gmina Sokoły), powiat białostocki (gminy: gmina Łapy, gmina Turośń Kościelna, gmina Juchnowiec Kościelny) oraz miasto Białystok.

## Alternatywa dlaDK8iS8
Droga ta wraz z odcinkiem drogi krajowej nr 66 Zambrów – Wysokie Mazowieckie stanowi alternatywną trasę z Zambrowa do Białegostoku.

## Opis trasy

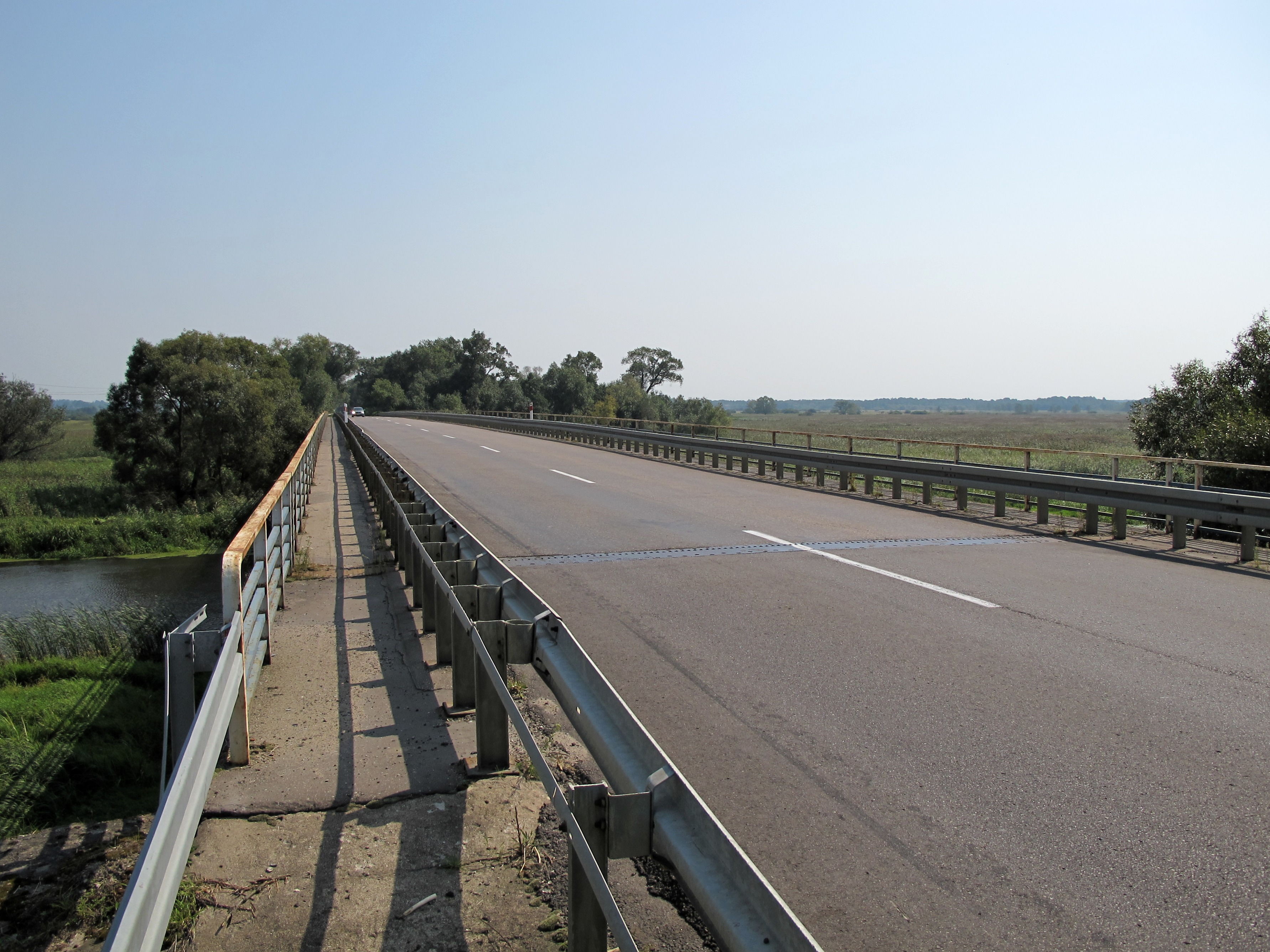
Most nad Narwią

Na trasie znajdują się 2 przejazdy kolejowe (w Kruszewie-Brodowie i w Baciutach), kilka mostów nad rzekami Ślina, Narew i Awissa. Trasa liczy 5 skrzyżowań z drogami wojewódzkimi i krajowymi. Jest ona drogą jednojezdniową, z wyjątkiem dwujezdniowych odcinków w granicach administracyjnych miasta Białystok oraz odcinka od granic administracyjnych Białegostoku do miejscowości Markowczyzna.
Planowana jest zmiana przebiegu trasy, by biegła przez Łapy i stamtąd wraz z DW681 do Białegostoku, w celu wyprowadzenia ruchu ciężkiego z Narwiańskiego Parku Narodowego, Łupianki Starej i Tołcz oraz usprawnienia transportu z Wysokiego Maz. do Łap i Białegostoku. Obecnie trwa budowa obwodnicy Łap i dwujezdniowej trasy Łapy – Białystok, powstała również obwodnica Księżyna i dwujezdniowy odcinek przez Horodniany i Kleosin do stolicy woj. podlaskiego.
6 maja 2024 r. w Wysokiem Mazowieckiem podpisano umowę na budowę drogi: Łapy – Roszki Wodźki – Wysokie Mazowieckie.